# 白川郷バスターミナル
白川郷バスターミナル（しらかわごうバスターミナル、Shirakawa-go Bus Terminal ）は、岐阜県大野郡白川村にあるバスターミナルである。

## 概要

バスターミナル全景（2020年1月26日撮影）

白川村荻町集落北側にある国道156号の荻町交差点に隣接するバスターミナルであり、白川郷合掌造り集落の玄関口として機能している。9社の路線バス事業者が乗り入れており、合計で年間約3万2000回路線バスが発着している。
白川郷では1995年の世界遺産登録以降、集落内を通行する観光車両が急増し、世界遺産を保全するための対策が求められるようになった。そのため村内の荻町区の住民は、集落内を貫く村道にマイカー規制を行って民間の駐車場を廃止させるとともに、飲食店の貸切バスや障害者のための村営駐車場とバスターミナルを整備することなどを村に要望することとした。バスターミナルの新設については一部の住民から戸惑いの声が出たものの、2012年12月23日に行われた区の定期総会「大寄合」で村に要望することを正式に決議した。
他方、従来白川郷に乗り入れてきたほぼ全ての路線バスは、荻町集落から庄川を挟んだ反対側にある村営「せせらぎ公園駐車場」内のバス停留所に発着していた。しかし、訪日外国人旅行客の増加や2015年3月の北陸新幹線長野駅 - 金沢駅間延伸開業により、乗り入れる便数が年々増加し受け入れ容量の限界を超える恐れがあったため、安全面の対策も必要になった。また、せせらぎ公園駐車場から川を渡って集落に向かう経路が実質的に吊り橋の「であい橋」しかなく、観光客が集中して混雑するという課題も生じていた。
これらを受け、村は移転した白川診療所の跡地にバスターミナルの整備を進めた。2016年6月21日にバスターミナルの管理運営に必要な事項を定めた「白川郷バスターミナルの設置及び管理に関する条例」が施行され、9月29日に竣工式を開催したのち、10月1日より運用が開始された。これに伴い、せせらぎ公園駐車場内の停留所と近隣の「荻町」停留所は廃止された。

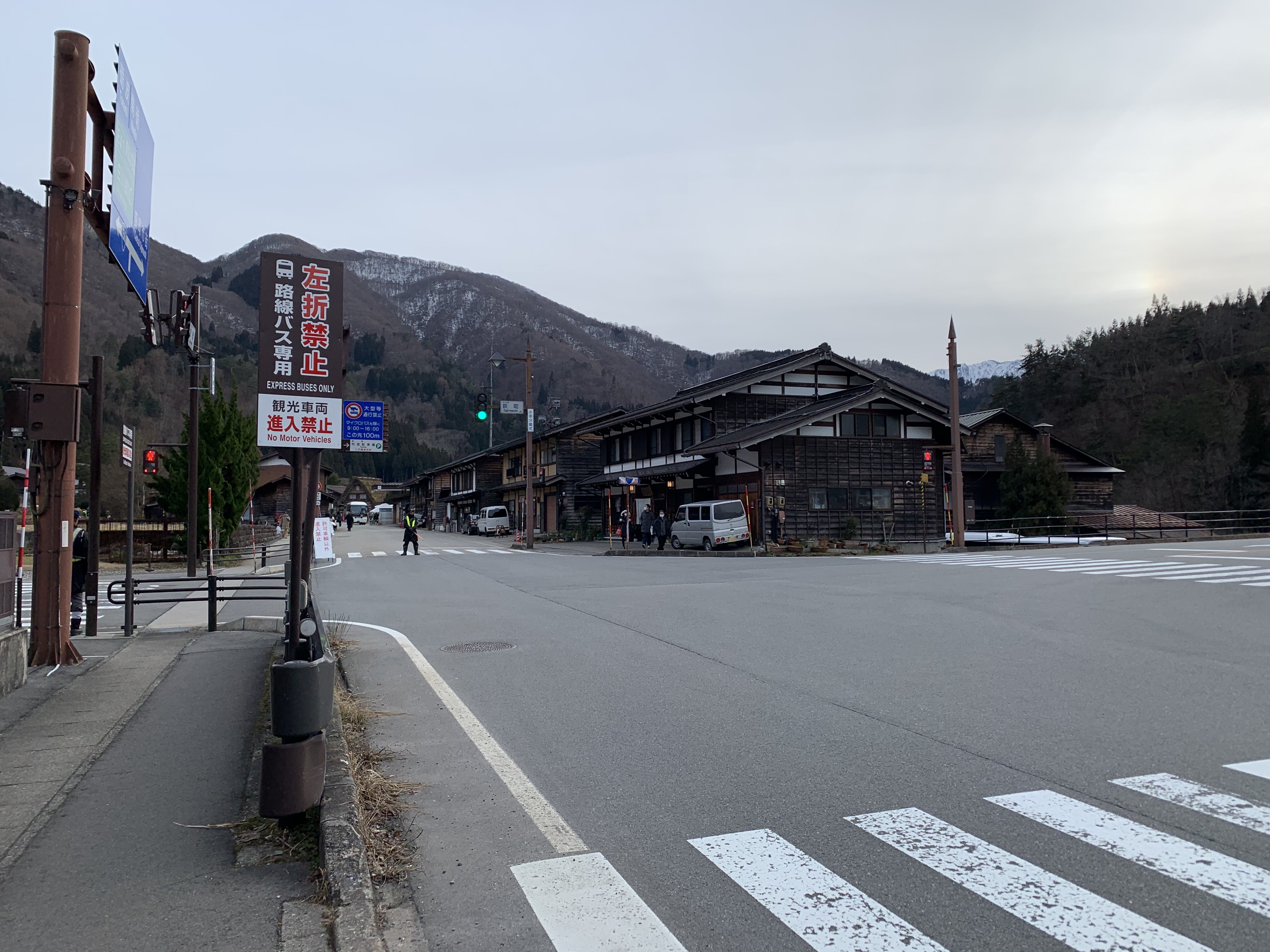
バスターミナルが隣接する荻町交差点（2020年1月26日撮影）
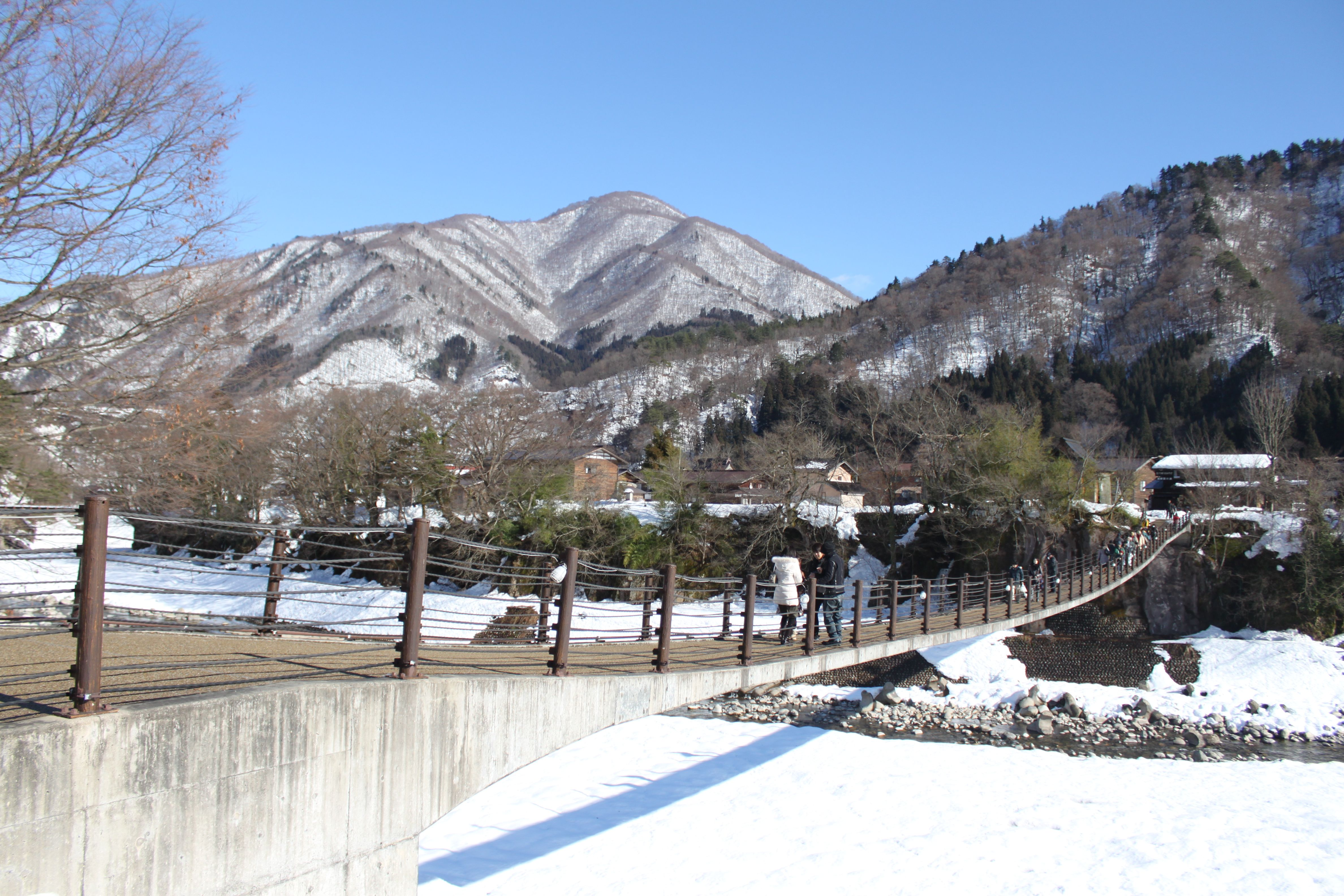
であい橋（2009年12月29日撮影）

## 歴史
- 2012年（平成24年）12月23日 - 白川村荻町区の定期総会「大寄合」で、合掌造り集落でのマイカー規制の実施とバスターミナルの整備を行うよう村に要望することを決議[7]。
- 2016年（平成28年）
  - 6月21日 - 「白川郷バスターミナルの設置及び管理に関する条例」施行[3]。
  - 9月29日 - 竣工式を開催[2]。
  - 10月1日 - 運用開始[2]。
- 2017年（平成29年）10月7日 - 自動外貨両替機が稼働開始[10]。
- 2018年（平成30年）11月5日〜12月10日 - 「ひぐらしのなく頃に奉 白川郷スタンプラリー」が開催、スタンプが設置され景品の受け取り場所に指定[11]。
- 2020年（令和2年）5月2日〜5月6日 - 新型コロナウイルス感染拡大防止のため、白川村の要請により白川郷を発着する路線バスが全面運休[12]。
- 2025年（令和7年）4月 - 運営費が嵩んでいることなどを理由に、バスターミナルへの路線バス乗り入れ料を従来の1回あたり160円から1500円に引き上げ。得られた収益はバスターミナルの改築費や運営費、世界遺産の保全などに充てられる[6]。

## 施設

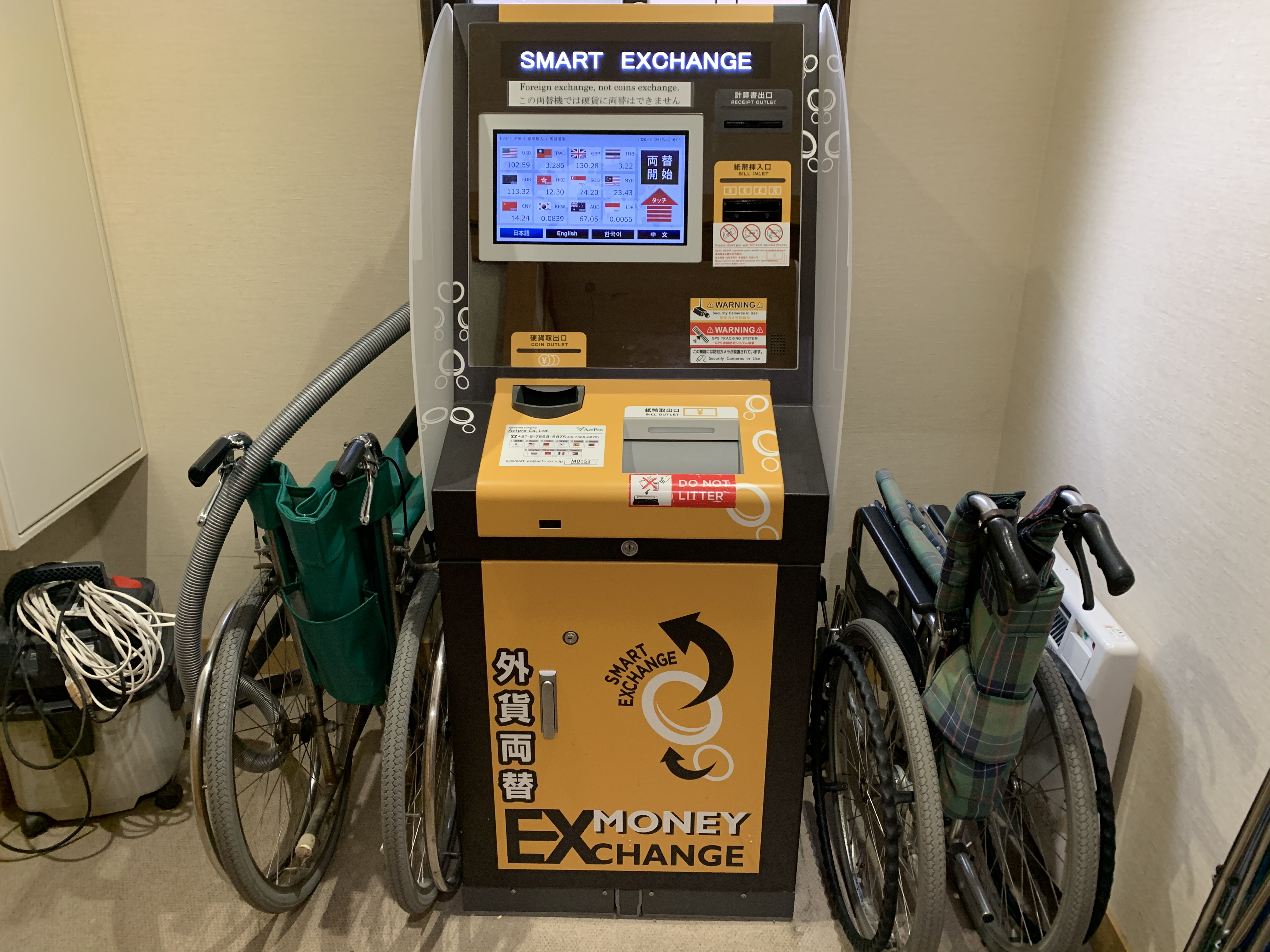
自動外貨両替機（2020年1月26日撮影）

荻町交差点に隣接してバスターミナルが設置されている。中央に平屋建ての管理棟が建てられており、以下の設備がある。
- バス待合所
- トイレ
- 自動外貨両替機 - 12か国の外貨から日本円に両替することができる[13]。
- 観光案内所・バス乗車券販売所
- コインロッカー
- 公衆無線LAN

バスのりばは管理棟の周囲に1番 - 3番の3か所ある。この他、バスの待機場所が7台分、身体障害者用の駐車場が2台分ある。

## バス路線

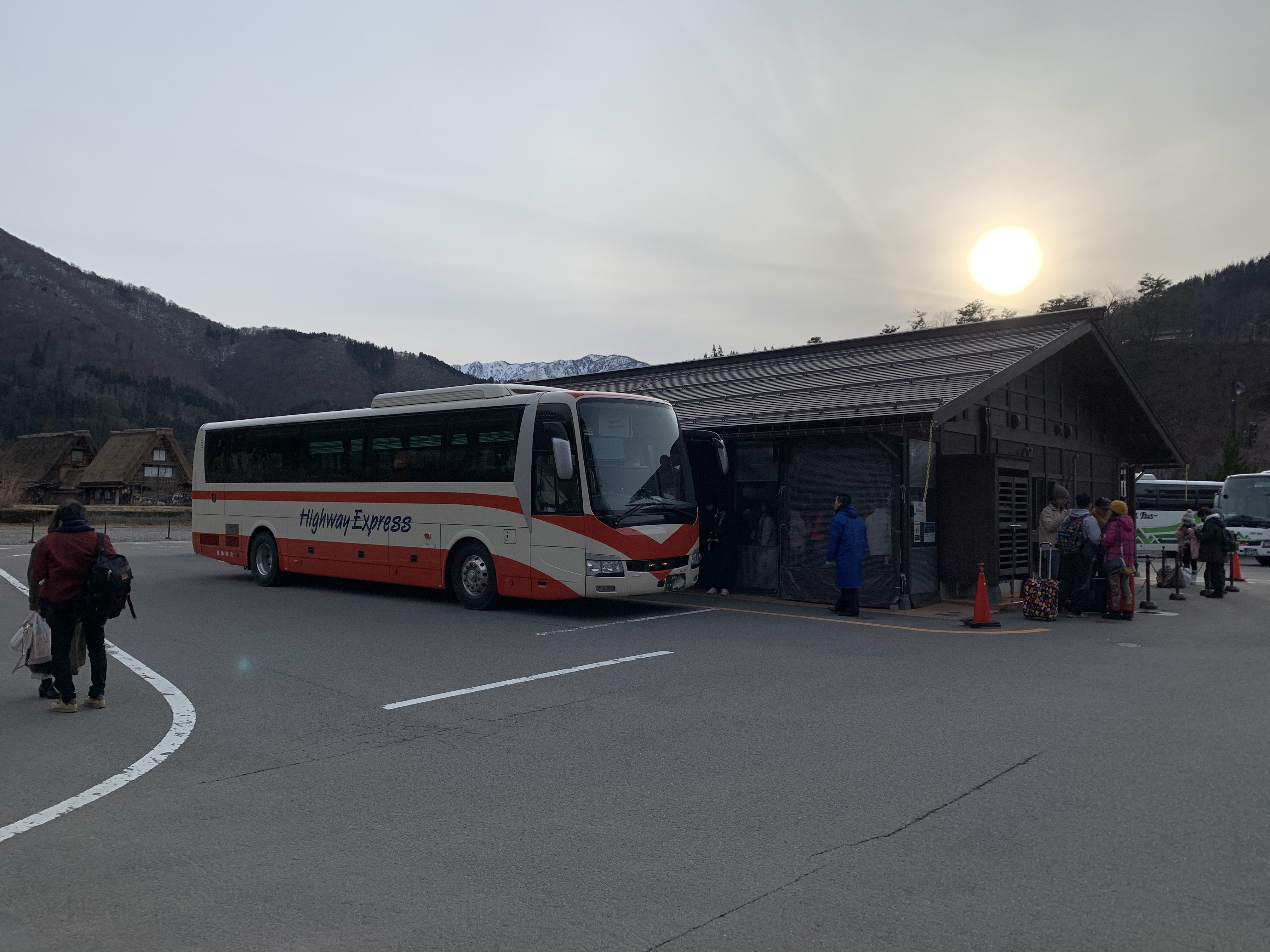
金沢方面の高速バス（2020年1月26日撮影）

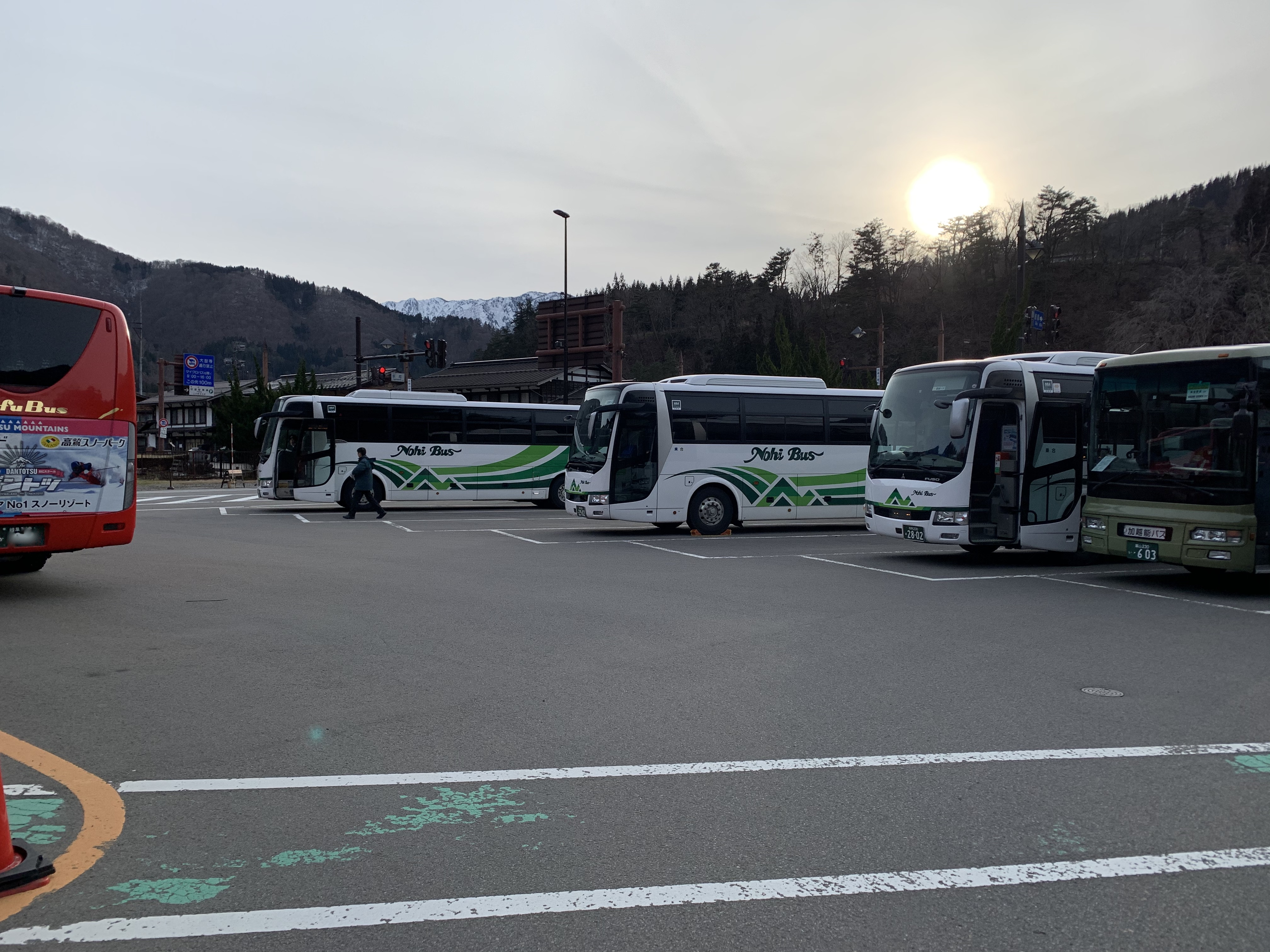
待機中の各バス会社の車両（2020年1月26日撮影）

以下の路線が発着する。前述のように年々白川郷を経由する路線バスの便数が増加しており、特に白川郷 - 高山間は約30 - 60分間隔と高頻度運行ながら、繁忙期には続行便が最大で6号車まで設定されるほどになっている。
なお白川郷を走る有料の路線バスのうち、白山タクシーが運行する荻町城跡展望台行きのシャトルバスは当バスターミナルに乗り入れない。
1番のりば
- 高速バス 金沢線 金沢駅前（濃飛乗合自動車・北陸鉄道）
- 高速バス 白川郷・名古屋線 金沢駅前（北陸鉄道・名鉄バス）
- 高速バス 富山線 富山駅前（濃飛乗合自動車・富山地方鉄道）
- 高速バス 高岡線 （砺波駅南口・三井アウトレットパーク北陸小矢部・）新高岡駅経由 高岡駅前・高岡バスターミナル（濃飛乗合自動車・加越能バス・イルカ交通）
- 世界遺産バス 鳩ヶ谷・菅沼・相倉口・城端駅前・新高岡駅経由 高岡駅前（加越能バス）

2番のりば
- 高速バス 名古屋線 郡上八幡インター・高速関経由 名鉄バスセンター（岐阜乗合自動車）
  - （高速関乗り換え）JR岐阜経由 名鉄岐阜（岐阜乗合自動車）
- 高速バス 白川郷・名古屋線 名鉄バスセンター（北陸鉄道・名鉄バス）
- 高速バス VIPライナー名古屋〜高山・白川郷便 高山グリーンホテル・名古屋・金山駅北口（平成エンタープライズ）[19]
- 特急バス 白川郷線 平瀬温泉経由 牧（濃飛乗合自動車）
- 平瀬・白川郷線 平瀬温泉（白山タクシー）[8]

3番のりば
- 高速バス 金沢線・富山線・高岡線（予約制） 高山濃飛バスセンター（濃飛乗合自動車・北陸鉄道・富山地方鉄道・加越能バス・イルカ交通）
- 特急バス 白川郷線（自由席制） （鳩谷・西高校前経由） 高山濃飛バスセンター（濃飛乗合自動車）

## コラボイベント

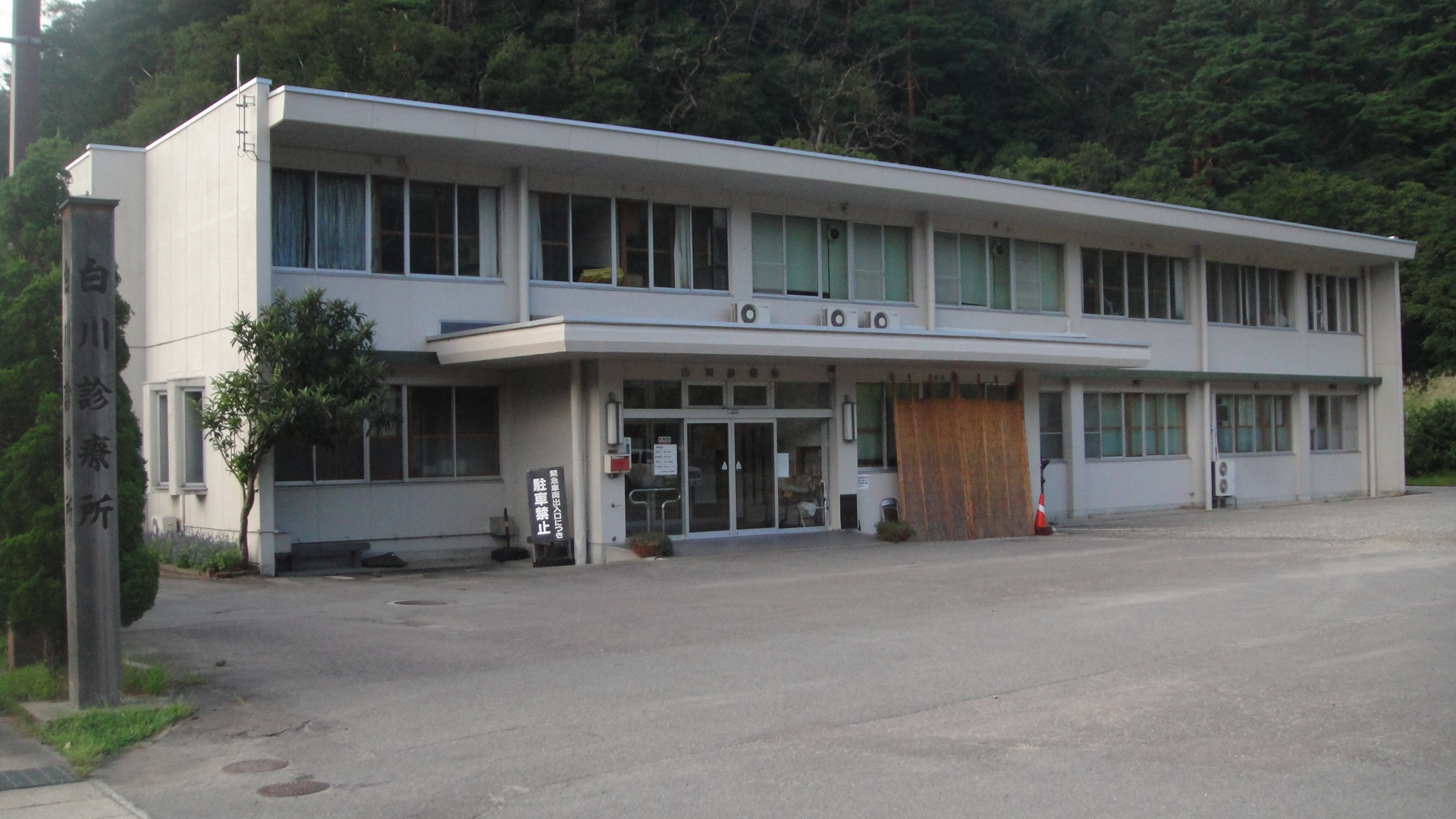
旧・白川診療所（2011年9月18日撮影）

2018年11月5日 - 12月10日の間、ビデオゲーム「ひぐらしのなく頃に奉」と白川村のコラボイベントとしてスタンプラリーが開催され、スタンプ台設置・景品受け取り場所に指定された。これは当地に元々建てられていた白川診療所が、「ひぐらしのなく頃に」シリーズに登場する入江診療所のモデルになっていたことによる。